# Diversidad sexual en la cultura huancavilca
De acuerdo a la información recogida por cronistas hispanos durante el siglo XVI, la diversidad sexual en la cultura huancavilca era practicada de forma mucho más abierta que en el resto de pueblos indígenas que habitaban en los territorios que actualmente conforman Ecuador. Estas crónicas resaltan el papel de grupos de hombres que formaban especies de harenes homosexuales que participaban en ceremonias religiosas y tenían relaciones sexuales con los caciques de sus respectivas tribus.
También se han encontrado vestigios arqueológicos de la población huancavilca que retratan relaciones sexuales entre hombres y que podrían tener un origen mucho más temprano. En 1982, se recuperó en la localidad costera de Olón una figurilla precolombina de arcilla que muestra a dos hombres teniendo sexo anal. Aunque no se verificó su fecha de creación, el arqueólogo Erick López Reyes identificó en la figurilla características de la etapa de transición entre la cultura guangala y la cultura huancavilca, lo que la ubicaría centenares de años antes de la llegada de los españoles a América.

## Registros históricos

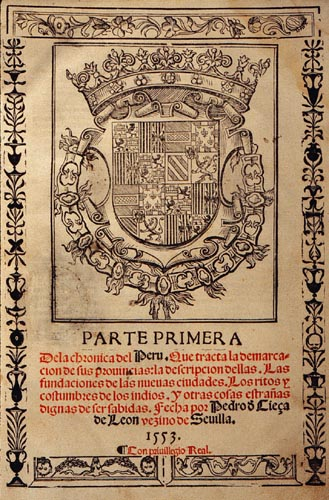
Cieza de León describió a los enchaquirados en su Crónica del Perú.

Gracias a los datos recopilados por el antropólogo Hugo Benavides, se conoce que las prácticas homosexuales en la cultura huancavilca fueron recogidas por cronistas como Pedro Cieza de León, Gonzalo Fernández de Oviedo, Inca Garcilaso de la Vega, Agustín de Zárate, Girolamo Benzoni, entre otros. Algo común en estos registros es el contraste entre la aceptación de la que gozaban estas relaciones entre la población indígena y el rechazo que expresaron los cronistas para referirse a ellas, calificándolas como actos «abominables» o «nefandos». Un ejemplo de esto son las crónicas de Garcilaso de la Vega, quien se refirió a las prácticas homosexuales de los huancavilcas como un «vicio» y detalló que sus integrantes «practicaban la sodomía más al descubierto» que el resto de pueblos de la zona. Girolamo Benzoni, por su lado, se refirió a los huancavilcas como «sucios sodomitas».
En una de sus crónicas, Pedro Cieza de León hace una descripción detallada de los «enchaquirados», quienes reciben este nombre en la investigación de Benavides a raíz del uso de chaquiras, que eran cuentas de conchas brillantes rojas o blancas. Cieza de León describe a los enchaquirados como hombres (uno o más por cada templo) que cumplían el rol de sacerdotes o guardianes de las distintas deidades adoradas por los huancavilcas y que tenían relaciones homosexuales con las autoridades de sus tribus durante sus festividades religiosas. Estos hombres eran elegidos para este papel desde la infancia y adoptaban vestimenta femenina y costumbres típicas de las mujeres huancavilcas.
Otra descripción de los enchaquirados es dada por Fernández de Oviedo, quien calificó a los huancavilcas como «sodomitas abominables» y habla de la costumbre de tener «niños bien enchaquirados y vestidos con bastante joyería de oro». De acuerdo a Benavides, el uso de objetos considerados como invaluables por parte de los huancavilcas, como lo eran el oro y las chaquiras de conchas spondylus, indica el estatus elevado que este grupo tenía dentro de la jerarquía social de las tribus. Benavides señala además la posibilidad de que algunos enchaquirados fueran enterrados vivos junto con sus caciques al momento de su muerte, como parecen sugerir las crónicas de Cieza de León y de Agustín de Zárate al hablar de ritos mortuorios huancavilcas en que se enterraban a las mujeres favoritas de un cacique junto con él, así como a «dos o tres niños jóvenes de su servicio».
De acuerdo a Cieza de León, los huancavilcas fueron duramente castigados por los capitanes Francisco Pacheco y Juan de Olmos por practicar la homosexualidad.

## Legado
A raíz de la publicación de Benavides sobre los enchaquirados en 2006, la comunidad LGBT del poblado rural costero de Engabao se reapropió del término y lo adoptó, haciendo énfasis en su linaje como descendientes directos del pueblo huancavilca y en su deseo de rescatar su legado histórico. En 2011 fundaron la asociación Los Enchaquirados de Engabao, que al momento de su creación concentraba a 45 personas, entre hombres gais y mujeres transgénero, muchas de ellas dedicadas a la pesca.
En años recientes, esta expresión de diversidad sexual ha llamado la atención de artistas, como el caso de Francisco Vera, un pintor que realizó en 2018 una exposición artística con el nombre Chaquiras para un duelo, en la que reivindicaba el papel de los enchaquirados en la historia de la diversidad sexual de Guayaquil; o de Dave Aidan, un actor de teatro que en junio de 2022 estrenó en Madrid la pieza escénica «Enchaquirado». En noviembre de 2021, el director ecuatoriano Iván Mora Manzano estrenó en el Festival Internacional de Cine Documental de Ámsterdam el documental La playa de los enchaquirados, en el que explora la vida de Vicky, una mujer transgénero a través de la cual se presenta la vida de la comunidad de enchaquirados habitantes de Engabao. Durante la edición de 2022 del Festival Internacional de Cine en Guadalajara, el filme ganó una mención de honor en la categoría de mejor documental.